# Maggie Simpson: jugando con el destino
Maggie Simpson en: jugando con el destino es una película cortometraje estadounidense de animación basada en la popular sitcom Los Simpson. Es el segundo cortometraje protagonizado por la pequeña Maggie y la tercera producción de los personajes para su exhibición en las salas de cine. Destaca por ser el primer producto de la franquicia animada tras la adquisición de 20th Century Studios (anteriormente 20th Century Fox) por parte de Disney, y sirve como bienvenida a la misma a la compañía.
La película fue estrenada en Estados Unidos el 29 de febrero de 2020 como antesala de la película de Disney/Pixar Onward, y tuvo su pase general el 6 de marzo del mismo año.

## Argumento
Un día cualquiera, la pequeña Maggie Simpson acude a un parque de juegos del que es asidua. Cuando un bebé se cae del tobogán chocando con ella, es salvada por otro bebé llamado Hudson, con el que acaba trabando amistad e imaginando un fugaz romance. Al término del día ,la pequeña regala su lazo a Hudson y sueña con él esa noche.
Al día siguiente, la pequeña queda bajo el cuidado de su padre Homer  en lugar de quedar bajo cuidado de su madre, y este decide llevarla a un parque distinto al habitual para estar cerca de un food truck. Maggie observa a su amiguito Hudson en el parque aledaño e intenta desesperadamente llamar su atención, fracasando en su objetivo al ser recogida por Homer de nuevo.
Esa noche, la pequeña ahoga sus lágrimas en un biberón creyendo que jamás volverá a ver a Hudson.
Al día siguiente, Homer vuelve a cuidar de Maggie y vuelve a llevarla al mismo parque del día anterior. Antes de llegar, Maggie agarra el volante del coche y conduce hasta el parque donde juega Hudson, a quién ve tratando de subir a un tren infantil, y corre para alcanzarle.
Cuando Hudson ve a Maggie tratando de llegar al tren, se acerca a ella usando el lazo azul como cuerda, pero la pequeña no logra alcanzarlo antes de que el tren salga. Maggie piensa que Hudson se ha ido para siempre, que nunca más volverá a verlo, ignorando que el tren circula por una vía cerrada, limitándose a dar vueltas. Maggie y Hudson se reúnen en la locomotora del tren e intercambian los chupetes (en lugar de darse un beso).

## Producción
Tras la adquisición de los activos de entretenimiento de 21st Century Fox por parte de Disney, el equipo de Los Simpson envió la película a Bob Iger y a los directivos de Disney, no sin antes advertirles acerca de que la idea para el mismo era conectar la historia con un episodio de la Temporada 31 ("The Incredible Lightness of Being a Baby"). Según Al Jean, los directivos quedaron encantados y decidieron estrenarla en cines como antesala de Onward. La compra de 20th Century Studios por parte de Disney se ve reflejada en el filme, mostrando como secuencia inicial la silueta de Mickey Mouse, que se acaba convirtiendo en Homer Simpson cogiendo un par de rosquillas, y tras esta secuencia, la inscripción "Disney da la bienvenida a Los Simpson".

## Distribución doméstica
La película está disponible para consumo doméstico en la plataforma de contenidos Disney+.